# Grégory Lemay
 (décembre 2017).
Si vous disposez d'ouvrages ou d'articles de référence ou si vous connaissez des sites web de qualité traitant du thème abordé ici, merci de compléter l'article en donnant les références utiles à sa vérifiabilité et en les liant à la section « Notes et références ».
Grégory Lemay est un écrivain québécois. Né le 14 avril 1971 à Montréal, il a grandi sur la Rive-Sud. Détenteur d'un baccalauréat en linguistique et d’une maîtrise en littérature (Université du Québec à Montréal), il a travaillé comme journaliste pour La Presse, le Ici et le Voir. Il écrit principalement des romans aux Éditions Héliotrope.

## Romans
- Moi non plus, 1999
- Le Sourire des animaux, 2003
- Le Roman de l’été, 2007
- Les Modèles de l’amour, 2011
- C'était moins drôle à Valcartier, 2013
- Le cœur des cobayes, 2016